# Ема Донахю
Ема Донахю (на английски: Emma Donoghue) е ирландско-канадска сценаристка, драматург и писателка (авторка на бестселъри в жанра драма и съвременен роман).

## Биография и творчество
Ема Донахю е родена на 24 октомври 1969 г. в Дъблин, Ирландия, най-малката от осем деца в семейството на Франсис и Денис Донахю, литературен критик и учителка. На 10 години прекарва една година в Ню Йорк. На 14 години решава, че иска да бъде писателка и започва да пише. Разбира, и че е лесбийка, което неразривно се свързва с творчеството ѝ. Завършва католическата гимназия в Дъблин.
Завършва през 1990 г. с отличие Английска и Френска филология в Университетския колеж в Дъблин, печели студентската стипендия на името на „Робърт Гарднър“ за периода 1990 – 1993 г., и защитава докторска степен по английска литература в Кеймбриджкия университет на тема приятелството между мъжете и жените в литературата от 18. век. Първата ѝ документална книга „Passions Between Women“ е издадена през 1993 г.
В Кеймбридж се запознава с бъдещата си партньорка в живота Кристин Роулстън, канадка, по-късно преподавателка в Университета на Западно Онтарио. Имат осиновени син и дъщеря – Фин и Уна. След години на пътуване между Англия, Ирландия и Канада, се преместват за постоянно в Канада през 1998 г., където получава канадско гражданство през 2004 г.
През 1994 г. е публикуван първият ѝ роман „Stir-Fry“ за съзряването и откриването на сексуалността от млада ирландка. Същата година е и водеща на ирландски телевизионен сериал за книги.
През 1995 г. е публикуван романът ѝ „Hood“ за млада ирландка, която трябва да преживее смъртта на интимната си приятелка. За романа е удостоена с наградата на Американската библиотечна организация за хомосексуална литература (Стоунуол буук).
В периода 1999 – 2000 г. е сътрудник на Университета на Западно Онтарио и университета на Йорк.
През 2000 г. е публикуван романът ѝ „Slammerkin“, в който главната героиня е проститутка, която копнее за красиви дрехи. Удостоен е с наградата „Феро-Гримли“ за хомосексуална литература.
През 2010 г. е издаден емблематичният ѝ роман „Стая“. Главният герой е петгодишният Джак, живеещ изолиран от света само с телевизора, но спирането на тока прави драстични промени в живота му с Мам. Книгата става международен бестселър, преведена е на повече от 30 езика и е номинирана за наградата „Букър“. През 2015 г. е екранизирана в много успешния едноименен филм с участието на Бри Ларсън, Джейкъб Трембли и Шон Бриджърс.
През 2014 г. е издаден романът ѝ „Frog Music“, вдъхвен от случай на неразкрито убийство в покрайнините на Сан Франциско през лятото на 1876 г. с участието на травестити – танцьорка на бурлеска и проститутка.
През 2014 г. е издадена и документалната ѝ книга „We are Michael Field“, която е първата историческа и литературна биография на писателките лесбийки Катрин Брадли и Едит Купър, пишещи под псевдонима Майкъл Фийлд, основана на техните непубликувани дневници, поезия и пиеси.
Ема Донахю живее с партньорката си Кристин Роулстън и двете им деца в Лондон, Онтарио.

## Произведения

### Самостоятелни романи
- Stir-Fry (1994)
- Hood (1995) – награда „Стоунуол буук“
- Slammerkin (2000) – награда „Феро-Гримли“
- Life Mask (2004)
- Landing (2007)
- The Sealed Letter (2008)
- Room (2010)
Стая, изд. „Милениум“, София (2011), прев. Ралица Кариева
- Frog Music (2014)
- The Wonder (2016)

### Участие в общи серии с други писатели

#### Серия „Хотел Финбар“ (Finbar's Hotel)
- Ladies' Night at Finbar's Hotel (1999) – с Мейв Бинчи, Дермът Болгър, Клер Бойлан, Ан Хейвърти, Кейт О'Риърдан и Диърдри Пърсел

от серията има още 1 роман от различни автори

#### Серия „Мамутната книга за ...“ (The Mammoth Book of ...)
- The Mammoth Book of Lesbian Short Stories (1999)

от серията има още 139 романа от различни автори

### Пиеси
- I Know My Own Heart: A Lesbian Regency Romance (1994)
- Ladies and Gentlemen (1998)
- Don't Die Wondering (2005)

### Сборници
- Kissing the Witch (1993)
- The Woman Who Gave Birth to Rabbits (2002)
- Touchy Subjects (2006)
- Three and a Half Deaths (2011)
- Astray (2012)
- RED (2012) – със Сесилия Ахърн, Рейчъл Куск, Макс Хейстингс, Виктория Хислъп, Антъни Хоровиц, Ханиф Курейши, Андрю Моушън и Уил Селф

### Документалистика
- Passions Between Women (1993)
- Inseparable (2010)
- We are Michael Field (2014)

### Екранизации
- 2015 Стая, Room – по романа, сценарий
- 2002 Pluck – кратък филм